# Ахд
Ахд — заповіт, договір, укладений між Аллахом і людьми. В мусульманських священних писаннях ахдом називаються Старий Заповіт (Ахд аль-атік) і Новий Заповіт (Ахд аль-джадід). Ахд як наказ становить головну частину акту передачі права на владу наступнику. В суфізмі Ахд — особлива клятва, складова частина обряду при вступі мюрида до деяких тарикатів.